# Sigsbee Park
Sigsbee Park, auch bekannt als Dredgers Key, ist eine Insel der Florida Keys, die administrativ zur Stadt Key West, Florida gehört und als Wohngebiet dient. Zur Volkszählung 2000 wurde eine ständige Bevölkerung von 1.479 festgestellt. Die genaue Fläche der Insel beträgt 1.194.285 m², davon 8.848 m² Binnengewässer.

## Geschichte und heutige Bebauung
Die Insel wurde in den 1940er Jahren nach dem Bau der Start- und Landebahnen für Wasserflugzeuge der ehemaligen Basis für Wasserflugzeuge im nahe gelegenen Trumbo Point, Key West, aufgeschüttet. Sie ist mit der Insel Key West über die Sigsbee Road verbunden, und, gemeinsam mit dem Damm, Teil der Key West Naval Air Station.
Auf Sigsbee Park befinden sich heute etwas mehr als 500 Wohneinheiten. Neben Wohnhäusern gibt es einen Army & Air Force Exchange Service, eine Grundschule, ein Child Development Center, ein Jugendzentrum, ein Erholungszentrum, einen Reisemobil-Stellplatz, eine Tierklinik, die Sunset Lounge Bar & Grill sowie einen Yachthafen (Marina).
Sigsbee Park gehört zum Monroe County School District und wird versorgt von der Sigsbee Elementary School und der Horace O’Bryant Middle School auf Sigsbee Park sowie der Key West High School auf Key West.